# Jajoi Kobajašiová
Jajoi Kobajašiová (nepřechýleně Jajoi Kobajaši; japonsky 小林 弥生, Kobajaši Jajoi; * 18. září 1981 Tama) je bývalá japonská fotbalistka.

## Reprezentační kariéra
Za japonskou reprezentaci v letech 1999–2004 odehrála 54 reprezentačních utkání. Byla členkou japonské reprezentace i na Mistrovství světa ve fotbale žen 1999, 2003 a Letních olympijských hrách 2004.

## Statistiky
| Japonsko | Japonsko | Japonsko |
| Roky     | Záp.     | Góly     |
| -------- | -------- | -------- |
| 1999     | 8        | 2        |
| 2000     | 1        | 0        |
| 2001     | 12       | 2        |
| 2002     | 11       | 1        |
| 2003     | 14       | 6        |
| 2004     | 8        | 1        |
| Celkem   | 54       | 12       |

## Úspěchy

### Reprezentační
- Mistrovství Asie:  2001